# Clash in Paris
Clash in Paris – trzecia gala wrestlingu w chronologii cyklu Clash wyprodukowana przez federację WWE dla zawodników z brandów Raw i SmackDown. Odbędzie się 31 sierpnia 2025 w Paris La Défense Arena w Nanterre we Francji. To drugie PPV i wydarzenie na żywo WWE we Francji po Backlash w maju 2024 roku i pierwsze w aglomeracji paryskiej.
Wydarzenie to będzie pierwszym i jedynym występem Johna Ceny na gali pay-per-view i transmitowanym na żywo wydarzeniu we Francji jako uczestnik ringu z powodu jego wycofania się z profesjonalnego wrestlingu pod koniec 2025 roku.

## Produkcja

### Tło
Clash to cykliczne profesjonalne wydarzenie wrestlingowe produkowane przez amerykańską firmę WWE od 2022 roku, odbywające się w krajach europejskich. Oryginalne wydarzenie z 2022 roku nosiło tytuł Clash at the Castle i odbyło się w Cardiff w Walii, a drugie wydarzenie odbyło się w 2024 roku w Glasgow w Szkocji. Po krytycznym i komercyjnym sukcesie Backlash 2024, który był pierwszym pay-per-view (PPV) firmy i wydarzeniem transmitowanym na żywo we Francji, Prezes WWE Nick Khan ogłosił 16 stycznia 2025 roku w Las Vegas w stanie Nevada, że firma powróci do Francji na kolejne PPV i wydarzenie transmitowane na żywo jeszcze w tym roku.
29 stycznia WWE oficjalnie ogłosiło za pośrednictwem swojego kanału YouTube i strony internetowej, że powróci do Francji w niedzielę 31 sierpnia 2025 roku na trzecie wydarzenie Clash zatytułowane Clash in Paris, które odbędzie się w La Défense, Nanterre w Paris La Défense Arena, oznaczając pierwsze wydarzenie firmy w aglomeracji paryskiej. Spowodowało to skrócenie chronologii wydarzenia do po prostu "Clash" po tym, jak poprzednie dwa wydarzenia nosiły tytuł "Clash at the Castle". Ogłoszono również, że odcinek Monday Night Raw z 1 września odbędzie się w tym samym miejscu. Clash in Paris odbędzie się dla wrestlerów z brandów Raw i SmackDown. Oprócz emisji w tradycyjnym PPV na całym świecie, wydarzenie będzie dostępne do transmisji na żywo w Peacock w Stanach Zjednoczonych, Netflix na większości rynków międzynarodowych oraz WWE Network we wszystkich pozostałych krajach, które nie zostały jeszcze przeniesione do Netflix z powodu wcześniej obowiązujących umów. Jest to pierwsza gala Evolution i pierwsze wydarzenie z udziałem wyłącznie kobiet w profesjonalnym wrestlingu, które będzie transmitowane na żywo w serwisach Peacock i Netflix po fuzji WWE Network w ramach tych usług, odpowiednio w marcu 2021 roku w Stanach Zjednoczonych i w styczniu 2025 roku na wyżej wymienionych rynkach międzynarodowych.

### Rywalizacje
Clash in Paris będzie oferowało walki profesjonalnego wrestlingu z udziałem wrestlerów należących do brandów Raw i SmackDown. Oskryptowane rywalizacje (storyline’y) kreowane będą podczas cotygodniowych gal Raw i SmackDown. Wrestlerzy są przedstawieni jako heele (negatywni, źli zawodnicy i najczęściej wrogowie publiki) i face’owie (pozytywni, dobrzy i najczęściej ulubieńcy publiki), którzy rywalizują pomiędzy sobą w seriach walk mających budować napięcie. Kulminacją rywalizacji jest walka wrestlerska lub ich seria.

#### John Cena vs. Logan Paul
Na Money in the Bank 7 czerwca, heelowy John Cena i Logan Paul połączyli siły w przegranym starciu. Na odcinku SmackDown z 8 sierpnia, teraz face’owy Cena zastanawiał się nad swoją karierą, a następnie rzucił otwarte wyzwanie, na które odpowiedział Paul. Po wymianie słów, Cena chciał zmierzyć się z Paulem w odcinku tej nocy, którego Paul odmówił, zamiast tego wyzywając Cenę na walkę na Clash in Paris, którą Cena zaakceptował.

#### Pojedynek o World Heavyweight Championship
W czerwcu Seth Rollins rozpoczął walkę z LA Knightem, a obaj rywalizowali w Money in the Bank ladder matchu podczas tytułowego wydarzenia, w którym Rollins wygrał walizkę po ingerencji kolegów ze stajni Rollinsa, Brona Breakkera i Bronsona Reeda. Knight i Rollins kontynuowali spór, co doprowadziło do pojedynku na Saturday Night’s Main Event XL, gdzie Knight wygrał po tym, jak Rollins pozornie zranił się w kolano. Następnie Breakker wziął udział w gauntlet matchu o miano pretendenta do walki o World Heavyweight Championship na SummerSlam. Podczas walki Breakker wyeliminował wszystkich rywali, w tym Knighta i Jeya Uso, który również miał własne problemy z grupą Rollinsa od czasu WrestleManii 41. Breakker został jednak wyeliminowany przez długoletniego rywala Rollinsa, CM Punka, który zdobył walkę o tytuł. Podczas pierwszej nocy SummerSlam, Uso połączył siły z Romanem Reignsem, aby pokonać Breakkera i Reeda w tag team matchu, podczas gdy później tej nocy w walce wieczoru, Punk wygrał World Heavyweight Championship, tylko po to, by Rollins pojawił się i ujawnił, że udawał kontuzję kolana, a następnie wykorzystał swoją walizkę Money in the Bank na Punku, aby wygrać mistrzostwo. W następnym odcinku Raw, nazwa grupy Rollinsa została ujawniona jako The Vision, a później tego wieczoru Knight zmierzył się z Rollinsem o mistrzostwo z Breakkerem i Reedem zbanowanymi z ringu, ale zakończyło się to dyskwalifikacją Rollinsa po tym, jak zaatakował go Punk. The Vision następnie uzyskał przewagę nad Punkiem i Knightem. W następnym odcinku, Punk i Knight pokonali Breakkera i Reeda przez dyskwalifikację po tym, jak Rollins zaatakował Punka. Następnie Uso pojawił się, aby pomóc Knightowi i Punkowi, awanturując się z The Vision. Generalny Menadżer Raw Adam Pearce ogłosił wtedy, że Rollins będzie bronił mistrzostwa przeciwko Punkowi, Knightowi i Uso w fatal 4-way matchu na Clash in Paris.

#### Sheamus vs. Rusev
W odcinku Raw z 26 maja, po tym jak Rusev pokonał Akirę Tozawę, Rusev nadal atakował Tozawę, a Sheamus uratował sytuację. Trzy tygodnie później zarówno Rusev, jak i Sheamus rywalizowali w fatal-4 way qualifying matchu do turnieju King of the Ring, ale żaden z nich nie wygrał. Następnie zmierzyli się ze sobą w odcinku z 30 czerwca, w którym Rusev wygrał, z rewanżem, który odbył się w odcinku z 21 lipca, w którym wygrał Sheamus. Trzecia walka między oboma mężczyznami odbyła się 4 sierpnia, który zakończyła się podwójnym odliczeniem. W odcinku z 18 sierpnia, po kilku konfrontacjach, Generalny Menadżer Raw Adam Pearce ogłosił, że Sheamus i Rusev zmierzą się ze sobą w Good Ol' Fashioned Donnybrook matchu na Clash in Paris.

#### Odwołana walka

##### Pojedynek o Women’s World Championship
Podczas kobiecego wydarzenia Evolution, Stephanie Vaquer z Raw wygrała Evolution Battle Royal, aby zdobyć walkę o mistrzostwo świata kobiet na Clash in Paris. Następnej nocy na Raw potwierdzono, że walkę odbędzie się o Women’s World Championship Raw. Następnie na SummerSlam w następnym miesiącu, Naomi zachowała tytuł, potwierdzając tym samym, że Naomi będzie bronić mistrzostwa świata kobiet przeciwko Vaquer na Clash in Paris. Jednak na odcinku Raw z 18 sierpnia, Naomi musiała zrzec się tytułu z powodu urlopu macierzyńskiego, ponieważ Naomi ogłosiła, że jest w ciąży ze swoim pierwszym dzieckiem, w związku z czym walka o mistrzostwo została odwołana.

## Wyniki walk
| Nr                                                                 | Walki*                                                 | Stypulacje                                         |
| ------------------------------------------------------------------ | ------------------------------------------------------ | -------------------------------------------------- |
| 1                                                                  | John Cena vs. Logan Paul                               | Singles match                                      |
| 2                                                                  | Seth Rollins (c) vs. CM Punk vs. Jey Uso vs. LA Knight | Fatal 4-way match o World Heavyweight Championship |
| 3                                                                  | Sheamus vs. Rusev                                      | Good Ol' Fashioned Donnybrook match                |
| (c) – mistrz/mistrzyni przed walką*Karta może jeszcze ulec zmianie |                                                        |                                                    |